# Чипеєнь
Чипеєнь, Чипеєні (рум. Cipăieni) — село у повіті Муреш в Румунії. Входить до складу комуни Синджер.
Село розташоване на відстані 277 км на північний захід від Бухареста, 30 км на захід від Тиргу-Муреша, 51 км на південний схід від Клуж-Напоки, 147 км на північний захід від Брашова.

## Населення
За даними перепису населення 2002 року у селі проживали 817 осіб.
Національний склад населення села:
| Національність | Кількість осіб | Відсоток |
| -------------- | -------------- | -------- |
| румуни         | 785            | 96,1%    |
| цигани         | 25             | 3,1%     |
| угорці         | 7              | 0,9%     |

Рідною мовою назвали:
| Мова      | Кількість осіб | Відсоток |
| --------- | -------------- | -------- |
| румунська | 808            | 98,9%    |
| угорська  | 5              | 0,6%     |